# Natalia Dyer
Natalia Danielle Dyer (Nashville, 1995. január 13. –) amerikai színésznő.
Leghíresebb szerepe Nancy Wheeler a 2016 óta futó Stranger Things című sorozatban. Feltűnt a Yes, God, Yes (2019), a Bársony körfűrész (2019) és a Kísértő múlt (2021) című filmekben is.

## Gyermekkora és tanulmányai
Nashville-ben született és nőtt fel. A profi színészkarrierjét még gyerekként, 2008-ban kezdte, amikor forgatták Hannah Montana – A film-et. Ezután érettségizett a Nashville-i művészetek iskolájából. Tanulmányait a New York Egyetemen folytatta.

## Pályafutása
Dyer tizenévesen kezdte meg profi színészkarrierjét részt véve olyan projektekben, melyeket Tennessee-ben forgattak. Így jutott szerephez a Hannah Montanaban, mely első nagyképernyős szerepe volt 2009-ben. Ezidőtájt kisebb szerepeket kapott olyan filmekben, mint The Greening of Whitney Brown vagy a Kék, mint a jazz. Utána kapott nagyobb szerepeket a Don't Let Me Go és az After Darkness kisjátékfilmekben.
16 évesen forgatta le első nagy szerepét, amikor Davinát alakította az I Believe in Unicorns-ban. A filmet 3 évvel később, 2014 vetítették le először az SXSW filmfesztiválon.
A nagy áttörést viszont a Stranger Things hozta meg neki, ahol Nancy Wheelert alakítja. Dyer játszotta Alice-t a Yes, God, Yes című 2017-es rövidfilmben, majd 2019-ben visszatért a szerephez egy nagyjátékfilm keretén belül. További említésre méltó szerepei voltak a Bársony körfűrész és a Kísértő múlt című filmekben. 2022 januárjában bejelentették, hogy főszerepet kap az All Fun and Games című horrorfilmben.

## Magánélete
2016 óta alkotnak egy párt Stranger Things-es színésztársával, Charlie Heatonnel. Két lánytestvére van.

## Filmográfia

### Film
| Év   | Magyar cím              | Eredeti cím                      | Szerep                  | Magyar hang   |
| ---- | ----------------------- | -------------------------------- | ----------------------- | ------------- |
| 2009 | Hannah Montana – A film | Hannah Montana: The Movie        | Clarissa Granger        |               |
| 2011 |                         | The Greening of Whitney Brown    | Lily                    |               |
| 2012 | Kék, mint a jazz        | Blue Like Jazz                   | Grace                   |               |
| 2013 |                         | Don't Let Me Go                  | Banshee                 |               |
| 2014 |                         | After Darkness                   | Clara Beaty             |               |
| 2014 |                         | I Believe in Unicorns            | Davina                  |               |
| 2016 |                         | Long Nights Short Mornings       | Marie                   |               |
| 2018 |                         | Mountain Rest                    | Clara                   |               |
| 2019 | Bársony körfűrész       | Velvet Buzzsaw                   | Coco                    |               |
| 2019 | Istenem, igen           | Yes, God, Yes                    | Alice                   |               |
| 2019 |                         | The Nearest Human Being          | Monique                 |               |
| 2019 |                         | Tuscaloosa                       | Virginia                |               |
| 2021 |                         | United States vs. Reality Winner | Reality Winner (hangja) |               |
| 2021 | Kísértő múlt            | Things Heard & Seen              | Willis Howell           | Laudon Andrea |
| 2023 | Halálos bújócska        | All Fun and Games                | Billie                  | Laudon Andrea |
| 2023 |                         | Chestnut                         | Annie                   |               |

Rövidfilmek
- 2010: Too Sunny for Santa – Janie
- 2014: The City at Night – Adeline
- 2015: Till Dark – Lucy
- 2017: Yes, God, Yes – Alice
- 2018: After Her– Hailey

### Televízió
| Év    | Cím                    | Szerep        | Megjegyzések                                      |
| ----- | ---------------------- | ------------- | ------------------------------------------------- |
| 2016– | Stranger Things        | Nancy Wheeler | - főszereplő - Magyar hangja: - Andrusko Marcella |
| 2017  | The Postman's Dreams 2 | önmaga        | websorozat (1 epizód)                             |
| 2020  | Acting for a Cause     | Jane Eyre     | websorozat (1 epizód)                             |
| 2023  | Igaz történet alapján  | Chloe Lake    | - főszereplő - Magyar hangja: - Dobó Enikő        |

### Videóklipek
| Év   | Előadó    | Cím         |
| ---- | --------- | ----------- |
| 2018 | James Bay | "Wild Love" |

## Színpadi szerepek
| Év   | Cím                                                                       | Szerep                           | Helyszín                                               |
| ---- | ------------------------------------------------------------------------- | -------------------------------- | ------------------------------------------------------ |
| 2004 | Ne bántsátok a feketerigót!                                               | Fürkész, Atticus lánya           | Tennessee Performing Arts Center                       |
| 2009 | Titanic                                                                   | Stewardess / Harmadosztályú utas | Looby Theater                                          |
| 2016 | The Intriguing Engagements of Frances and Meg Cheatham, Ladies Of Society | Meg                              | Teatro La Tea (New York International Fringe Festival) |

## Díjak és jelölések
| Év   | Díj                     | Kategória                                                                         | Jelölt mű       | Eredmény | Forr.  |
| ---- | ----------------------- | --------------------------------------------------------------------------------- | --------------- | -------- | ------ |
| 2017 | Young Artist Award      | Legjobb teljesítmény egy televíziós sorozatban vagy filmben – tinédzser színésznő | Stranger Things | Jelölve  | [ 16 ] |
| 2017 | Screen Actors Guild-díj | Legjobb szereplőgárda (drámasorozat)                                              | Stranger Things | Elnyerte | [ 17 ] |
| 2018 | Screen Actors Guild-díj | Legjobb szereplőgárda (drámasorozat)                                              | Stranger Things | Jelölve  | [ 18 ] |
| 2020 | Screen Actors Guild-díj | Legjobb szereplőgárda (drámasorozat)                                              | Stranger Things | Jelölve  | [ 19 ] |

## Fordítás
- Ez a szócikk részben vagy egészben  a   Natalia Dyer című angol Wikipédia-szócikk fordításán alapul.  Az eredeti cikk szerkesztőit annak laptörténete sorolja fel. Ez a jelzés csupán a megfogalmazás eredetét és a szerzői jogokat jelzi, nem szolgál a cikkben szereplő információk forrásmegjelöléseként.

## További információ
- Natalia Dyer az Internet Movie Database-ben (angolul)
- Natalia Dyer a Rotten Tomatoeson (angolul)